# Taekwondo nos Jogos Europeus de 2015 - Até 68 kg masculino
A competição até 68 kg masculino foi um dos eventos do taekwondo nos Jogos Europeus de 2015, em Baku, no Azerbaijão. Foi disputada no Baku Crystal Hall no dia 17 de junho.

## Calendário
Horário de verão do Azerbaijão (UTC+5).
| Data        | Horário | Fase                |
| ----------- | ------- | ------------------- |
| 17 de junho | 09:15   | Oitavas de final    |
| 17 de junho | 15:15   | Quartas de final    |
| 17 de junho | 17:15   | Semifinal           |
| 17 de junho | 21:30   | Repescagem e bronze |
| 17 de junho | 22:30   | Final               |

## Medalhistas
| Ouro   | AZE Aykhan Taghizade                   |
| Prata  | POL Karol Robak                        |
| Bronze | ESP Joel González RUS Alexey Denisenko |

## Resultados
Os resultados do evento foram os seguintes.
|  | Oitavas-de-final       | Oitavas-de-final       | Oitavas-de-final |  |  | Quartas-de-final       | Quartas-de-final       | Quartas-de-final       |   |                      | Semifinais           | Semifinais           | Semifinais |  |  | Final | Final | Final |
|  |                        |                        |                  |  |  |                        |                        |                        |   |                      |                      |                      |            |  |  |       |       |       |
|  | RUS Alexey Denisenko   | RUS Alexey Denisenko   | 19               |  |  |                        |                        |                        |   |                      |                      |                      |            |  |  |       |       |       |
|  | SMR Michele Ceccaroni  | SMR Michele Ceccaroni  | 1                |  |  | RUS Alexey Denisenko   | RUS Alexey Denisenko   | 18                     |   |                      |                      |                      |            |  |  |       |       |       |
|  | GBR Martin Stamper     | GBR Martin Stamper     | 18               |  |  | GBR Martin Stamper     | GBR Martin Stamper     | 6                      |   |                      |                      |                      |            |  |  |       |       |       |
|  | CRO Filip Grgić        | CRO Filip Grgić        | 13               |  |  |                        |                        |                        |   | RUS Alexey Denisenko | RUS Alexey Denisenko | 5                    |            |  |  |       |       |       |
|  | ESP Joel González      | ESP Joel González      | 2                |  |  |                        | AZE Aykhan Taghizade   | AZE Aykhan Taghizade   | 7 |                      |                      |                      |            |  |  |       |       |       |
|  | BUL Vladimir Dalakliev | BUL Vladimir Dalakliev | 1                |  |  | ESP Joel González      | ESP Joel González      | 5                      |   |                      |                      |                      |            |  |  |       |       |       |
|  | SLO Jure Pantar        | SLO Jure Pantar        | 3                |  |  | AZE Aykhan Taghizade   | AZE Aykhan Taghizade   | 7                      |   |                      |                      |                      |            |  |  |       |       |       |
|  | AZE Aykhan Taghizade   | AZE Aykhan Taghizade   | 11               |  |  |                        |                        |                        |   |                      | AZE Aykhan Taghizade | AZE Aykhan Taghizade | 10         |  |  |       |       |       |
|  | TUR Servet Tazegül     | TUR Servet Tazegül     | 9                |  |  |                        | POL Karol Robak        | POL Karol Robak        | 9 |                      |                      |                      |            |  |  |       |       |       |
|  | POL Karol Robak        | POL Karol Robak        | 21               |  |  | POL Karol Robak        | POL Karol Robak        | 10                     |   |                      |                      |                      |            |  |  |       |       |       |
|  | CYP Ioannis Pilavakis  | CYP Ioannis Pilavakis  | 6                |  |  | POR Mário Silva        | POR Mário Silva        | 2                      |   |                      |                      |                      |            |  |  |       |       |       |
|  | POR Mário Silva        | POR Mário Silva        | 12               |  |  |                        |                        |                        |   | POL Karol Robak      | POL Karol Robak      | 13                   |            |  |  |       |       |       |
|  | FRA Stevens Barclais   | FRA Stevens Barclais   | 4                |  |  |                        | MDA Vladislav Arventii | MDA Vladislav Arventii | 1 |                      |                      |                      |            |  |  |       |       |       |
|  | MDA Vladislav Arventii | MDA Vladislav Arventii | 8                |  |  | MDA Vladislav Arventii | MDA Vladislav Arventii | 11                     |   |                      |                      |                      |            |  |  |       |       |       |
|  | ITA Claudio Treviso    | ITA Claudio Treviso    | 13               |  |  | ITA Claudio Treviso    | ITA Claudio Treviso    | 9                      |   |                      |                      |                      |            |  |  |       |       |       |
|  | BEL Jaouad Achab       | BEL Jaouad Achab       | 10               |  |  |                        |                        |                        |   |                      |                      |                      |            |  |  |       |       |       |

### Repescagem
|  | Repescagem         | Repescagem         | Repescagem |  | Terceiro lugar         | Terceiro lugar         | Terceiro lugar |  |  |  |  |
|  |                    |                    |            |  |                        |                        |                |  |  |  |  |
|  | ESP Joel González  | ESP Joel González  | 11         |  | ESP Joel González      | ESP Joel González      | 7              |  |  |  |  |
|  | SLO Jure Pantar    | SLO Jure Pantar    | 3          |  | MDA Vladislav Arventii | MDA Vladislav Arventii | 6              |  |  |  |  |
|  |                    |                    |            |  |                        |                        |                |  |  |  |  |
|  | TUR Servet Tazegül | TUR Servet Tazegül | 12         |  | TUR Servet Tazegül     | TUR Servet Tazegül     | 16             |  |  |  |  |
|  | POR Mário Silva    | POR Mário Silva    | 6          |  | RUS Alexey Denisenko   | RUS Alexey Denisenko   | 19             |  |  |  |  |